# Lichobory
Lichobory (Russisch: Лихоборы) is een station aan de tweede ringlijn in de Russische hoofdstad Moskou. Het station werd tijdens de bouw Nikolajevskaja genoemd naar tsaar Nicolaas I en refereert aan de naam die de spoorlijn Moskou - Petersburg vroeger had, namelijk Nicolaasspoorweg. Het gelijknamige station uit 1908 ligt iets verder naar het westen. het huidige station is nieuwbouw uit 2015 en ligt vlak ten westen van de kruising van de kleine ringspoorlijn met de spoorlijn Moskou - Petersburg, tevens het 0 km punt van de kleine ringspoorlijn. Aan de spoorlijn Moskou - Petersburg ligt de halte NATI op ongeveer 250 meter afstand van Nikolajevskaja. NATI (НАТИ) is de afkorting van het onderzoeksinstituut voor automotoren (Russisch: Научному автомоторному институту) dat zelf ten noordwesten van Nikolajevskaja gevestigd is. Het reizigersvervoer op de kleine ringspoorlijn wordt uitgevoerd door de MZD onder de naam tweede ringlijn en onder lijnnummer 14.